# Niigata Comic Market
Il Niigata Comic Market, comunemente conosciuto come Gataket (ガタケット?, gataketto), è una fiera bimestrale dedicata alle dōjinshi, che si tiene a Niigata in Giappone. Viene organizzata sia al Toki Messe che al Niigata-shi Sangyou Shinkou Center, e la prima edizione si è tenuta nel 1983. Viene frequentata regolarmente da un numero di visitatori oscillanti fra le 7.000 e le 10.000 unità. È la più grande fiera sui dōjinshi che si tiene sul lato del Mare del Giappone. Dal 1998, nel mese di settembre, nel corso dell'evento si tiene anche il Niigata Manga Competition (にいがた漫画大賞?, Niigata Manga Taishō).